# Place Émile Dupont
La place Émile Dupont est une place du centre de la ville belge de Liège située le long de l'église Saint-Jacques et à proximité du boulevard d'Avroy.

## Toponymie
La place rend hommage à Émile Dupont (1834-1912), homme politique belge et militant wallon.

## Description
La plus grande partie de la place est occupée par un parc grillagé comprenant pelouses, allées et quelques arbres dont onze thuyas taillés en cônes et se situant contre l'église Saint-Jacques. De l'autre côté de l'église, se trouve la place Saint-Jacques. 

## Patrimoine
- Deux immeubles contigus (aux numéros 9 et 10) sont repris sur la liste du patrimoine immobilier classé de Liège. Bien que leur façade ait été reconstruite au milieu du XIXe siècle en style néo-classique, ces bâtiments conservent une structure ancienne datant en grande partie du XIVe siècle[1].

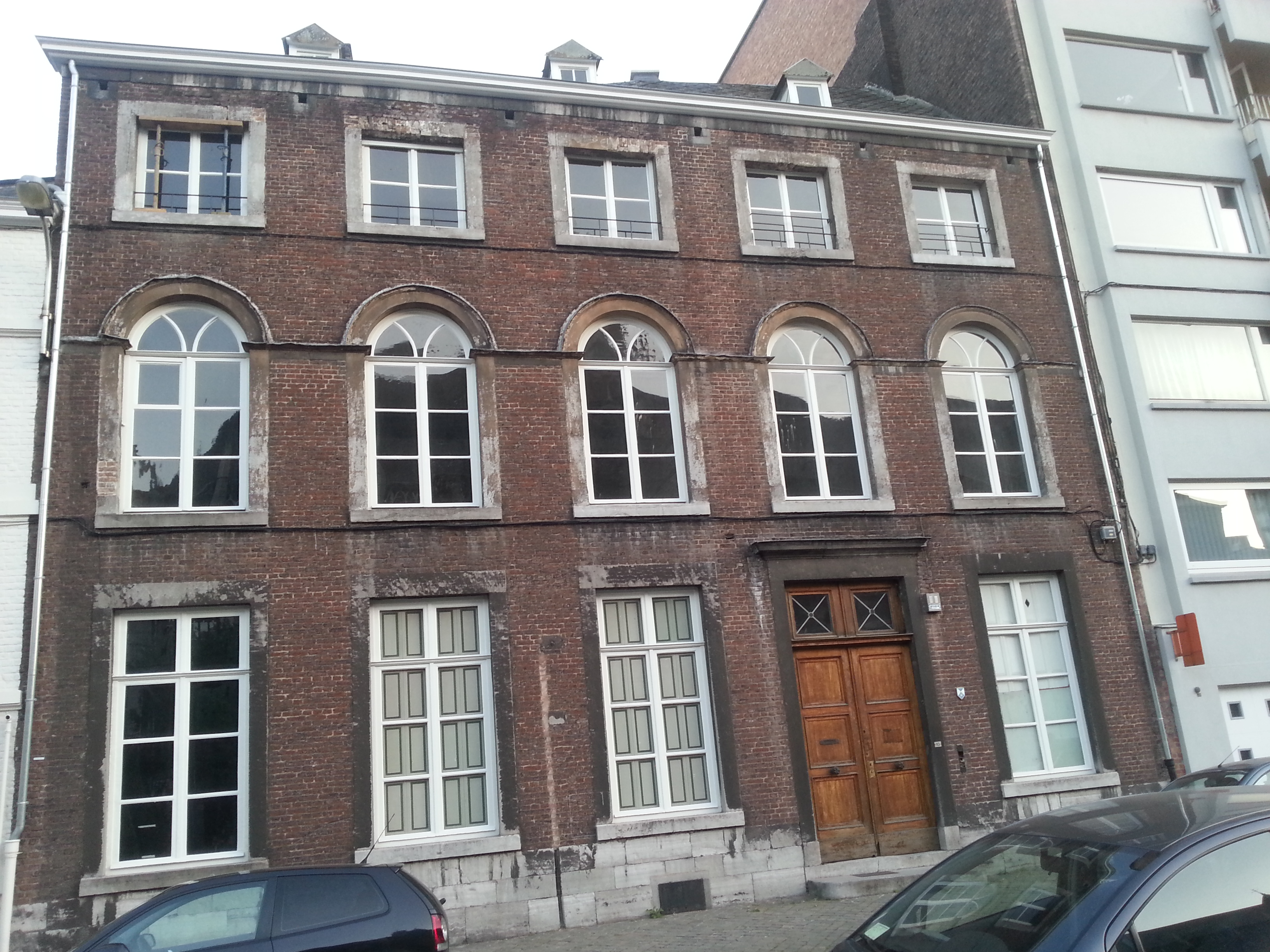
Place Émile Dupont, n°10

- L'église Saint-Jacques-le-Mineur est aussi reprise sur la liste du patrimoine immobilier exceptionnel de la Wallonie.

## Voies adjacentes
- Rue du Vertbois
- Rue Eugène Ysaye
- Rue Rouveroy